# 대한민국 형사소송법 제141조
대한민국 형사소송법 제141조는 신체검사에 관한 주의에 대한 형사소송법의 조문이다.

## 조문
제141조(신체검사에 관한 주의) ① 신체의 검사에 관하여는 검사를 당하는 자의 성별, 연령, 건강상태 기타 사정을 고려하여 그 사람의 건강과 명예를 해하지 아니하도록 주의하여야 한다.
②피고인 아닌 자의 신체검사는 증적의 존재를 확인할 수 있는 현저한 사유가 있는 경우에 한하여 할 수 있다.
③여자의 신체를 검사하는 경우에는 의사나 성년의 여자를 참여하게 하여야 한다.
④사체의 해부 또는 분묘의 발굴을 하는 때에는 예를 잊지 아니하도록 주의하고 미리 유족에게 통지하여야 한다.

第141條(身體檢査에 關한 注意) ① 身體의 檢査에 關하여는 檢査를 當하는 者의 性別, 年齡, 健康狀態 其他 事情을 考慮하여 그 사람의 健康과 名譽를 害하지 아니하도록 注意하여야 한다.
②被告人 아닌 者의 身體檢査는 證跡의 存在를 確認할 수 있는 顯著한 事由가 있는 境遇에 限하여 할 수 있다.
③女子의 身體를 檢査하는 境遇에는 醫師나 成年의 女子를 參與하게 하여야 한다.
④死體의 解剖 또는 墳墓의 發掘을 하는 때에는 禮를 잊지 아니하도록 注意하고 미리 遺族에게 通知하여야 한다.

## 참고 문헌
- 손동권 신이철, 새로운 형사소송법(초판, 2013), 세창, 2013. ISBN 9788984114081